# 1831 în literatură
Anul 1831 în literatură a implicat o serie de evenimente și cărți noi semnificative.  